# Tombe de saint Pierre

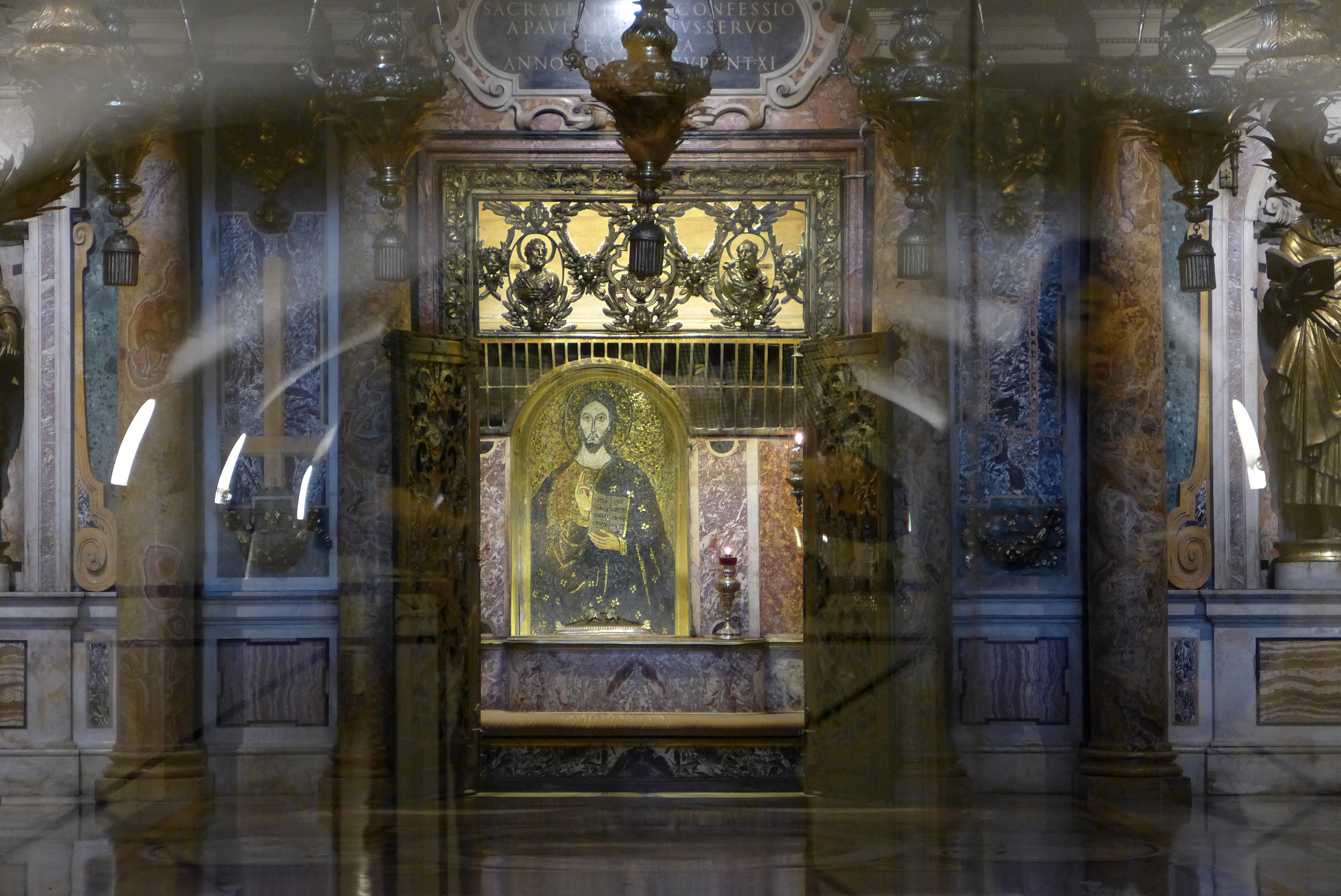
La « confession de Saint-Pierre » est une chapelle de la basilique Saint-Pierre qui est, selon la tradition, édifiée sur le tombeau de l'apôtre Pierre. Construite et décorée de 1615 à 1617 par les architectes Carlo Maderno et, cette pièce comporte au fond une niche aux pallia (structure excentrée correspondant à la partie antérieure du « trophée de Gaïus », comme l'atteste une bande de marbre verticale supplémentaire à droite). Cette niche est encadrée par la grille dorée de la porte centrale (placée par Innocent III), et masquée par une mosaïque qui date probablement du IXe siècle (don selon la tradition des saints Cyrille et Méthode), représentant un Christ pantocrator bénissant.

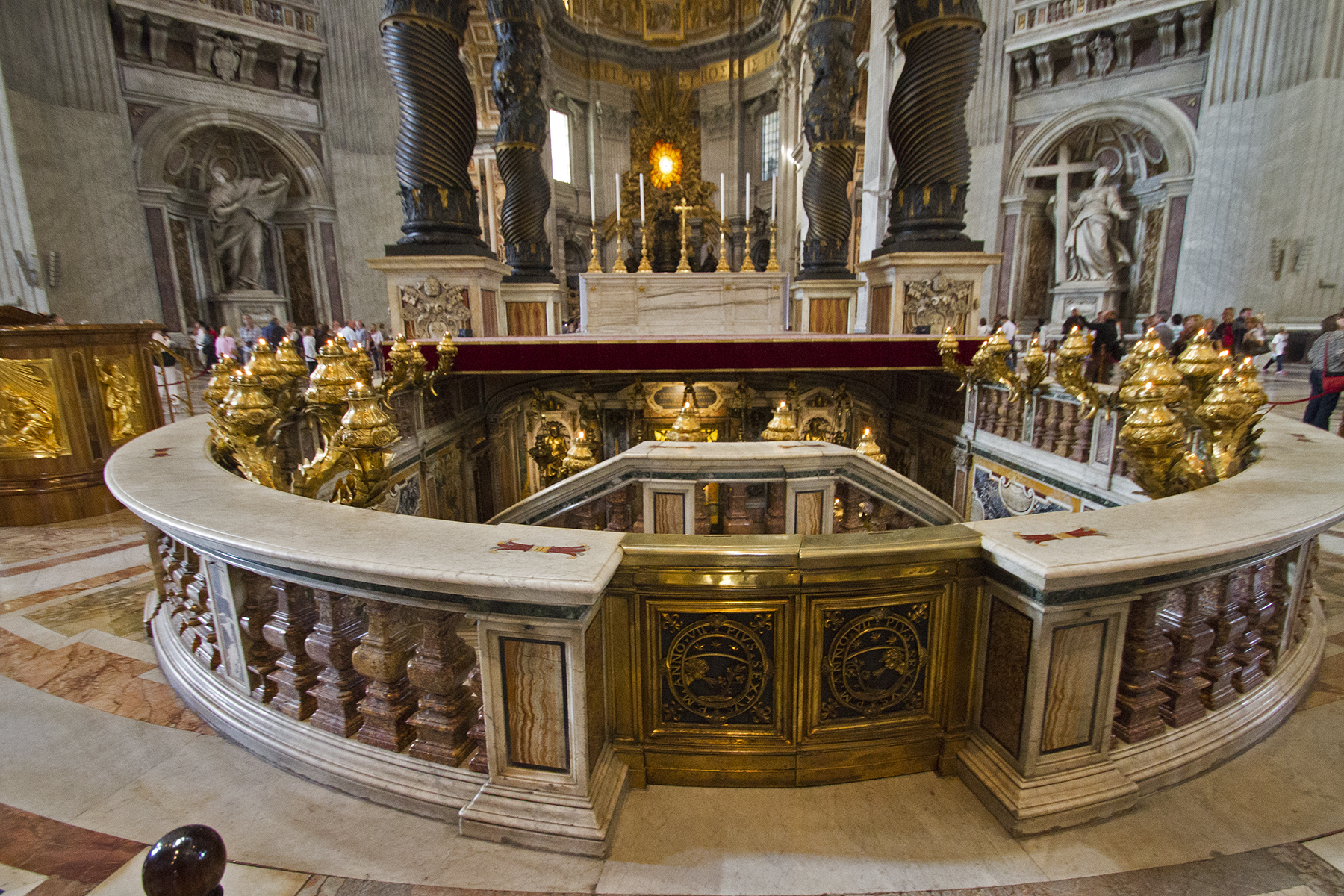
L'autel papal et le baldaquin qui l'abrite reposent sur la confessio, exèdre couvert de marbres dans lequel certains privilégiés peuvent descendre grâce à deux rampes d'escaliers semi-circulaires de 17 marches en marbre blanc, qu'entoure une balustrade en hémicycle (chargée de 90 lampes éternelles votives en bronze doré soutenues par des cornes d'abondance, œuvres de Mattia de Rossi) et dont les deux bras sont fermés par deux battants de porte en bronze,.

La tombe de saint Pierre, découverte dans la nécropole du Vatican, se trouve sous la basilique Saint-Pierre au Vatican. Elle comprend plusieurs tombes et un emplacement construit pour commémorer l'emplacement de la tombe de l'apôtre Pierre. Le tombeau de saint Pierre se situe près de l'extrémité ouest d'un complexe de mausolées qui remontent à 130 après Jésus-Christ et l'an 300. Le complexe a été partiellement démoli et comblé de terre pour fournir une base pour la construction de la précédente basilique, également appelée basilique de Constantin, sous le règne de Constantin Ier, commencée entre 326 et 333 : elle nécessite la démolition du Circus Vaticanus ou Cirque de Caligula et de Néron qui s'étendait sur la partie sud du chantier. Constantin décide de raser les sépultures de la nécropole alignées le long d'un sentier car la tradition y fixait la tombe de saint Pierre.
L'empereur pensait ainsi construire l'autel de sa basilique au-dessus de cette tombe. Bien que de nombreux ossements eussent été trouvés sur le site du sanctuaire au cours du IIe siècle, à la suite de deux campagnes de fouilles archéologiques, le pape Pie XII déclare en décembre 1950, que nul ne peut confirmer qu'ils appartiennent à saint Pierre avec une certitude absolue. Cependant, après la découverte d'ossements supplémentaires ainsi qu'une inscription, le 26 juin 1968, le pape Paul VI annonce que les reliques de saint Pierre sont identifiées.
La tombe présentée par l'Église comme étant celle de saint Pierre se trouve au pied de l'édicule sous le sol. Les dépouilles de quatre personnes, ainsi que ceux d'animaux de la ferme, sont trouvés dans cette tombe. En 1953, après avoir achevé les premiers travaux archéologiques, un autre ensemble d'os est trouvé : ceux-ci auraient été enlevés à l'insu des archéologues à partir d'une niche (loculus) du côté nord d'un mur (le mur de graffiti) qui vient buter contre le mur rouge sur la droite de l'édicule. Des tests ultérieurs indiquent que ce sont les ossements d'un homme de 60 à 70 ans. Margherita Guarducci fait valoir que ce sont les restes de saint Pierre et qu'ils auraient été transférés dans une niche, dans le mur de graffiti de la tombe sous l'édicule, à l'époque de Constantin Ier, après la paix de l'Église (en 313). Antonio Ferrua, l'archéologue qui a dirigé les fouilles de ce qui est connu comme la tombe de saint Pierre, déclare qu'il n'est pas convaincu que les os trouvés sont ceux de saint Pierre.
Au-dessus de la tombe de saint Pierre, dans la basilique, est érigé le baldaquin de saint Pierre, réalisé par Le Bernin, de 1624 à 1633.

## La mort de Pierre sur la colline du Vatican

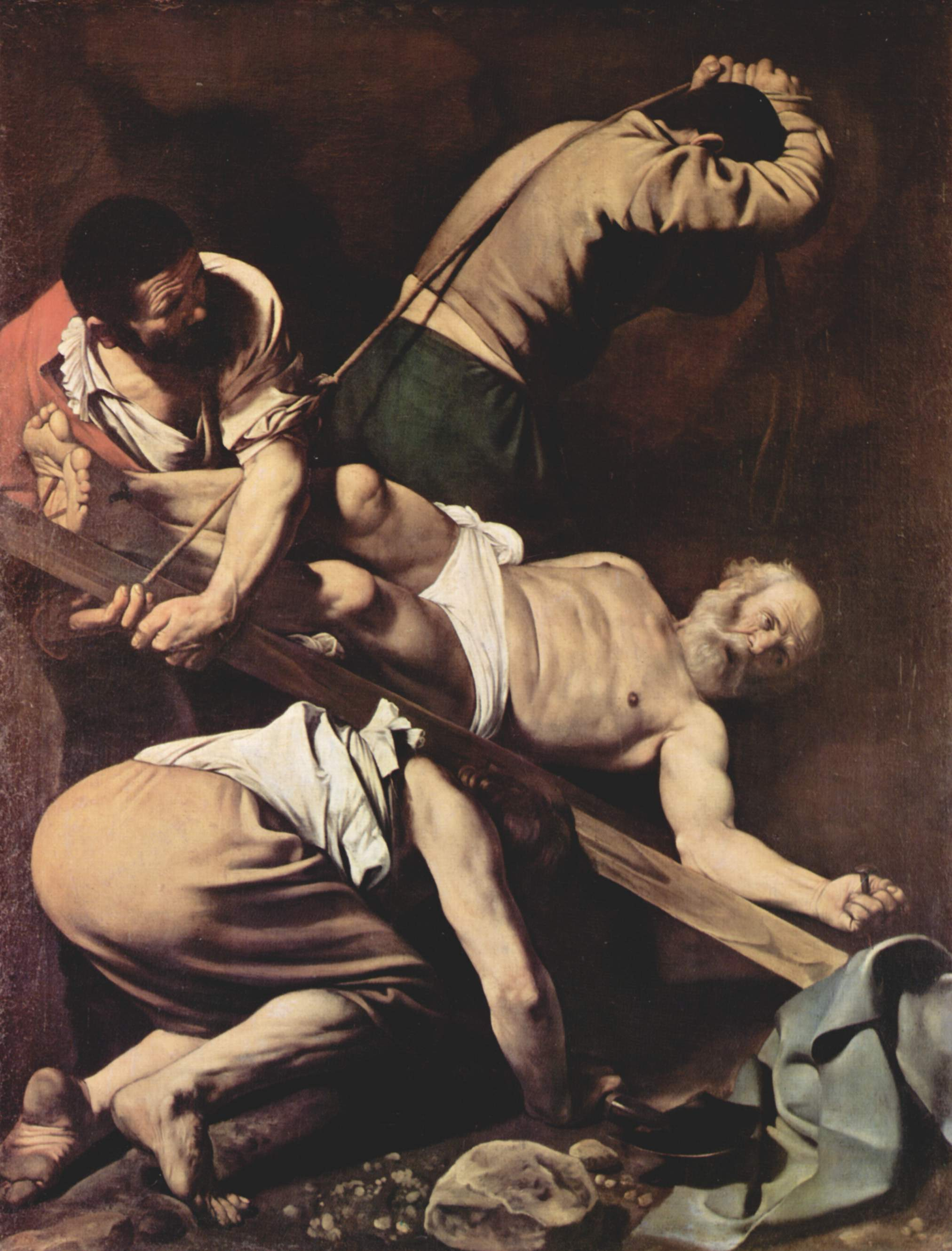
Le Crucifiement de saint Pierre par Le Caravage

La première référence à la mort de saint Pierre est la première lettre aux Corinthiens de Saint Clément (4e évêque de Rome), écrite en 95,.
Dans cette lettre, Clément Ier, évêque de Rome, déclare, « Oui, regardons les saints Apôtres : Pierre, victime d'une injuste jalousie subit non pas une ou deux, mais de nombreuses épreuves et après avoir ainsi rendu son témoignage, il s'en est allé au séjour de la gloire, où l'avait conduit son mérite. C'est par suite de la jalousie et de la discorde que Paul a montré quel est le prix de la patience : chargé sept fois de chaînes, exilé, lapidé, il devint héraut du Seigneur au levant et au couchant et reçut pour prix de sa foi une gloire éclatante. Après avoir enseigné la justice au monde entier, jusqu'aux bornes du couchant, il a rendu son témoignage devant les autorités et c'est ainsi qu'il a quitté ce monde pour gagner le lieu saint, demeurant pour tous un illustre modèle de patience. »
Le martyre de saint Pierre est traditionnellement représenté, dans l'iconographie chrétienne, crucifié avec la tête dirigée vers le bas : l'historien Eusèbe de Césarée, un contemporain de Constantin Ier, écrit que saint Pierre « est venu à Rome et a été crucifié la tête en bas » mais il attribue cette information à Origène, un théologien mort en 254.
Le lieu et la manière de la mort de saint Pierre sont également mentionnés par Tertullien dans le scorpiâque où le décès est déclaré avoir lieu pendant les persécutions chrétiennes par Néron. Tacite décrit la persécution des chrétiens dans ses Annales, mais il ne mentionne pas spécifiquement saint Pierre. En outre, Tertullien affirme que ces événements ont lieu dans les jardins impériaux près du cirque de Néron. Aucun autre endroit n'aurait été disponible pour les persécutions publiques après le grand incendie de Rome qui détruit le Circus Maximus et la plupart du reste de la ville en l'an 64.
Ce récit est confirmé par d'autres sources. Dans La Passion de Pierre et Paul, datant du Ve siècle, le crucifiement de Pierre est raconté. Puis il est précisé « Les hommes saints... descendirent son corps en secret pour le mettre sous le térébinthe près de la Naumachia, dans le lieu appelé le Vatican »
. Le lieu-dit Naumachia est un lac artificiel dans le cirque de Néron, où les batailles navales sont reproduites pour le public. Le lieu-dit du Vatican était à l'époque une colline à côté du complexe et également à côté du Tibre, avec un cimetière composé de tombes à la fois chrétiennes et païennes.

## La recherche de la tombe
Dionysius, évêque de Corinthe mentionne le lieu de sépulture de Pierre comme étant Rome quand il écrit à l'Église de Rome, à l'époque du Pape Soter (mort en 174), remerciant les Romains pour leur aide financière.
La tradition catholique soutient que les chrétiens endeuillés suivent leur habitude dans l'enterrement, le plus près possible du lieu de sa souffrance. Selon cette tradition, saint Pierre est mis en terre dans une propriété chrétienne, en bordure d'une route bien connue menant hors de la ville, la Via Cornelia (site d'un païen connu et cimetière chrétien) sur la colline appelée Vaticanus. Le tombeau réel est une voûte souterraine, relié à la route par un escalier : le corps repose dans un sarcophage de pierre au centre de cette voûte.
Le Livre des Papes mentionne que le pape Anaclet construit un « monument sépulcral » sur la tombe souterraine de saint Pierre, peu de temps après sa mort. Il s'agit d'une petite chambre ou d'un oratoire, où trois ou quatre personnes peuvent se mettre à genoux et prier sur la tombe. L'empereur romain païen, Julien, mentionne en 363, dans ses écrits Contre les Galiléens que le tombeau de saint Pierre est un lieu de culte secret.
Il existe des preuves de l'existence de la tombe : des trophoea, c'est-à-dire, des trophées, sorte de signes ou monuments commémoratifs de victoire. Au début du IIIe siècle, le prêtre Caius réfute les traditions montanistes d'un certain Proclus « Mais je peux montrer les trophées des Apôtres. Car si vous allez au Vatican, ou à la Via Ostiense, vous trouverez les trophées de ceux qui ont fondé les bases de cette église ».
Ces tombes sont l'objet de pèlerinages pendant des siècles de persécution et sont enregistrées dans certains actes des Martyrs qui ont été capturés alors qu'ils priaient sur les tombes des apôtres.
Pendant le règne de l'empereur romain Valérien, la persécution des chrétiens est particulièrement sévère. Les restes des morts et en particulier ceux des chrétiens, perdent leurs protections usuelles au regard du droit romain. Les restes de Pierre et Paul sont retirés temporairement de leurs tombes originales afin de les préserver de la profanation par les Romains. Ils sont déposés en secret, de nuit, et cachés dans les catacombes de Saint-Sébastien en l'an 258 puis retournent dans leurs tombes originales en 260, quand le règne de Valérien s'achève.

## La basilique de Constantin

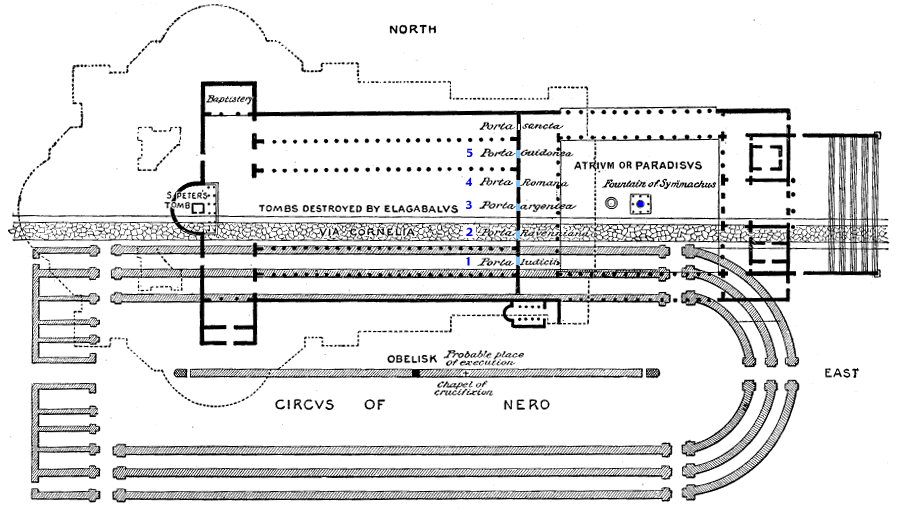
Situation de la basilique constantinienne, par rapport au Circus Vaticanus et la basilique actuelle

Quand l'Église est enfin en paix sous Constantin le Grand, les chrétiens peuvent enfin construire des édifices appropriés pour la célébration de leur messe. Les lieux de repos des reliques des apôtres sont naturellement parmi les premiers à être choisis comme sites de grandes basiliques. L'empereur fournit les fonds pour ces bâtiments, dans son désir d'honorer la mémoire des deux apôtres.
Une grande partie de la colline du Vatican est nivelée afin d'obtenir une base solide pour la première basilique Saint-Pierre. L'autel de la basilique est prévu d'être situé directement au-dessus de la tombe. Toutefois, l'affaire est compliquée par la chambre supérieure, ou memoria, au-dessus de la voûte (monument sépulcral). Cette chambre supérieure était devenue chère aux Romains au fil des siècles de persécution et ils ne sont pas disposés à ce qu'elle soit détruite. La memoria est transformée en chapelle de la confession. Au-dessus, à l'étage principal de la basilique, l'autel est dressé directement sur la chapelle de la confession. Le respect de l'endroit conduit à cette disposition restant pratiquement inchangée de nos jours.
Le livre des Papes détaille certaines parures que Constantin a apparemment ajoutées à la tombe de Saint-Pierre. Le sarcophage lui-même aurait été scellé de bronze. De plus une croix d'or, aurait pu y être ajoutée. Celle-ci pesait 68 kilos avec pour inscription, traduite du latin, « Constantin Auguste et Helena Augusta : cette maison brillante telle une splendeur royale, une cour l'entoure ». Cependant, tous les trésors qui auraient pu être présents dans la tombe sont supposés avoir été pillés par les Sarrasins lors du sac de Rome en 846.
Il est affirmé que le crâne de saint Pierre réside dans la basilique Saint-Jean-de-Latran depuis au moins le IXe siècle auprès du crâne de saint Paul.

## Les fouilles modernes
Les premières fouilles de la nécropole sont entreprises à la demande de Pie XI qui voulait être enterré dans un lieu des grottes vaticanes aussi proches que possible de la tombe de saint Pierre. Elles débutent sous le pontificat de Pie XII, entre 1940 et 1949. L'équipe archéologique du Vatican dirigée et supervisé par Ludwig Kaas, qui avait autorité sur le projet, met au jour un complexe de mausolées païens sous les fondations de la basilique Saint-Pierre (la nécropole du Vatican), datant des IIe siècle-IIIe siècle. Les fouilles s'arrêtent avant d'avoir creusé plus profond pour tenter de retrouver des tombes, sans doute modestes, d’époques antérieures. L'abbé Kaas proposa au réalisateur allemand Veit Harlan, qui était à Rome pour les besoins d'un tournage, de filmer en couleur ces fouilles. Le Ministre de la Propagande Joseph Goebbels, averti de ce projet, refusa.
La construction de l'antique basilique vaticane de Constantin ainsi que celle du baldaquin du Bernin ont détruit la plupart de la voûte de ces chambres funéraires semi-souterraines. Parmi elles, la Tombe de Julii présentant des mosaïques qui semblent être chrétiennes. Aucun mausolée n'aurait jamais été construit directement sous l'autel actuel de Saint-Pierre mais il se trouve des sépultures peu profondes, dont l'une comporte une tuile remontant au règne de Vespasien.
Les fouilles, menées par l'équipe d'Antonio Ferrua, font apparaître une double rangée de bâtiments funéraires, situés sur la pente de la colline du Vatican, placés côte à côte à partir de l'Ouest vers l'Est. Ils sont construits en maçonnerie de briques et l'intérieur est orné de stucs, de peintures et de mosaïques. D'autres fouilles révèlent une nécropole dont le noyau principal remonte au IIe siècle, mais qui aurait été utilisée pendant une longue période entre le Ier siècle et le début du IVe siècle.
Au centre du cimetière, autour duquel les enfouissements ultérieurs se sont faits, est découvert un mausolée aux murs rouges, portant en graffiti, des lettres grecques qui font penser que Pierre y aurait été enterré. Ce mémorial, sans corps, serait le trophée de Gaïus (appelé en latin le tropaion, le « trophée » dont parlait le prêtre Gaïus), du nom de Gaïus qui affirmait
 que l'Église de Rome avait été fondée par les apôtres Pierre et Paul. Il aurait placé une tombe sur la colline du Vatican. Une cachette aménagée sur un mur perpendiculaire, est découverte en 1942 : la niche contient les ossements humains mêlés à des ossements d'animaux (poulet, brebis, porc), témoins de repas funéraires ou du terrain servant de pature avant qu'il ne soit transformé en cimetière. Le pape Pie XII ordonne que la découverte reste secrète et que les os soient placés dans des boîtes plombées dans son propre appartement, où ils demeurent pendant des années et où son médecin personnel le docteur Galeazzi-Lisi, les examine, déclarant dans ses Mémoires qu'il s'agit des ossements d'un homme de soixante-cinq ans. La découverte devient publique le 22 août 1949, lorsqu'un journaliste italien, Camille Gianfara, publie le récit des fouilles dans un article en première page du New York Times intitulé « On a retrouvé les ossements de Saint Pierre ». Le 24 décembre 1950, Pie XII annonce triomphalement, sur Radio Vatican, « On a découvert le tombeau du prince des Apôtres » mais reste à l'instar de Ferrua, plus prudent pour les ossements, déclarant qu'ils nécessitent des analyses supplémentaires,.
Après la mort de Kaas, la professeure Margherita Guarducci, nommée en 1953 à la place de Ferrua, redécouvre des ossements humains et des lambeaux d'étoffe que Kaas a retiré d'une autre niche (os incrustés de terre et tachés de rouge, ce qui pourrait indiquer qu'après avoir été exhumés, ils aient été enveloppés dans une étoffe pourpre tissée d'or et cachés dans cette niche, suggérant qu'il s'agisse d'un personnage illustre) . Kaas avait déposé ces reliques dans une cassette en bois, conservée dans la fabrique de la basilique. Elle demande à l'anthropologue Venerando Correnti d'étudier ces reliques, lequel conclut dans son rapport scientifique qu'il s'agit d'ossements d'un homme de soixante à soixante dix ans, de constitution robuste mais qu'il est possible qu'à une date inconnue, ils aient été enlevés de la tombe de Saint-Pierre pour être vénérés ailleurs. Correnti compare ces ossements au crâne de l’apôtre qui se trouverait dans un ciborium gothique situé au-dessus de l’autel de la basilique Saint Jean de Latran, depuis peut-être le VIIe siècle, et rédige un rapport resté confidentiel. La conviction de Guarducci est que ces restes sont ceux de saint Pierre, comme l'atteste la publication le 18 avril 1965 de son livre controversé Les Reliques de saint Pierre. Le 26 juin 1968, Paul VI annonce que les reliques de saint Pierre ont été identifiées de manière convaincante,.

## Ostension et transfert des reliques
Le 24 novembre 2013, l'ostension de neuf fragments d'os attribués à saint Pierre (que Paul VI a fait prélever pour la chapelle privée de l’appartement papal dans le palais apostolique) et reposant dans un reliquaire de bronze a lieu publiquement pour la première fois, au cours de la célébration de la messe de clôture de l'année de la foi célébrée par le pape François, les autres ossements (issus de la cassette en bois contenant 134 fragments qui proviennent de près de la moitié d'un squelette) restant rangés depuis 1968 dans 19 boîtes en plexiglas qui reposent dans la cachette de marbre de l'édicule que des groupes limités peuvent voir encore aujourd'hui à travers une lézarde du Mur aux Graffitis au cours de visites guidées de la nécropole du Vatican, selon un processus de réservation qui implique plusieurs mois d'anticipation. 
Lors de la solennité des saints Pierre et Paul, le samedi 29 juin 2019 au Vatican, le pape François offre après la messe au patriarche Bartholomée par l'intermédiaire de Mgr Job de Telmissos (chef de la délégation du patriarcat œcuménique de Constantinople) ce reliquaire contenant neuf fragments des os de l’apôtre Pierre, dans l'espérance de voir rétablir la pleine unité entre catholiques et orthodoxes,.

## Autre ossuaire possible près de Jérusalem
En 1953, deux moines franciscains découvrent des centaines d'urnes funéraires du Ier siècle, stockées dans une grotte sur le mont des Oliviers, au cimetière Dominus Flevit, près de Jérusalem.
Les archéologues affirment avoir découvert la preuve physique, la plus ancienne, de l'existence d'une première communauté chrétienne à Jérusalem ainsi que certains noms bibliques très familiers. Le nom inscrit sur l'une de ces urnes est Shimon Bar Yonah, c'est-à-dire Simon, fils de Jonas, le nom biblique d'origine, du disciple Pierre. Cependant, plusieurs chercheurs, protestants et catholiques, contestent que le tombeau appartienne à Pierre : l'une des raisons étant qu'il n'y a aucune inscription se référant à lui en tant que Cefa ou Pierre.
Les 43 inscriptions découvertes dans le cimetière Dominus Flevit entre mai 1953 et juin 1955 ont été publiées, avec des photographies, par PB Bagatti et JT Milik, en 1958.
Autour de Jérusalem d'autres ossuaires du Ier siècle laissent à penser aux tout premiers chrétiens. Dans un hypogée à Talpiot, 6 ossuaires portent des inscriptions remarquables en araméen - Jésus fils de Joseph, Maria, Joseph, Judas fils de Jésus, Matthieu - et en grec - Mariamenou Mara.

## Les tombes à proximité
On sait peu de choses concernant l'enterrement des successeurs immédiats de Pierre, avant la période où les papes sont connus, avec une relative certitude, pour avoir été enterrés dans les différentes catacombes de Rome. Les enterrements auprès de Pierre, sur la colline du Vatican, sont avérés pour les papes Lin, Anaclet, Évariste, Télesphore, Hygin, Pie Ier, Anicet (plus tard transféré à la catacombe de Saint-Calixte) et Victor Ier. Toutefois, il n'existe de preuve épigraphique que pour Lin, avec la découverte en 1615, d'une dalle funéraire marquée Linus. Cependant, la dalle était cassée ce qui fait qu'il pouvait y être inscrit Aquilinius ou Anullinus.
À trois exceptions près, tous les papes avant Anicet (premier pape connu pour avoir été enseveli dans les catacombes) sont considérés traditionnellement comme ayant été enterrés auprès de Pierre. Une exception notable concerne le pape Clément Ier, martyrisé dans la mer Noire, près de la Crimée. De même, les tombes originales des papes Alexandre Ier et Sixte Ier ne sont pas connues, mais il existe plusieurs églises qui postulent, de manière contradictoire, pour un transfert de leurs reliques.